# 張國樞
張國樞（？—？），字时宰，號環生，直隶河间府景州人，明朝政治人物。

## 生平
崇祯十二年（1639年）己卯科举人，十三年庚辰科进士，刑部观政。授山西榆次知县，入清补武进知县，行取刑部山东司主事，调吏部验封司主事，历吏部稽勋司郎中、文选司郎中、奉政大夫（正五品）。

## 家族
伯父张文熙，万历四十一年癸丑进士，官至太仆寺卿。